# Союз свободы
«Союз свободы» («Уния свободы», пол. Unia Wolności — UW) — польская политическая партия, созданная 23 апреля 1994 года в результате объединения Демократического союза (пол. Unia Demokratyczna — UD) и Либерально-демократического конгресса (пол. Kongres Liberalno-Demokratyczny — KLD). В мае 2005 года преобразована в Демократическую партию — demokraci.pl (пол. Partia Demokratyczna — demokraci.pl).
После выборов 1993 года Демократический союз осталася главной оппозиционной партией, а её партнёр по коалиции в предыдущим правительстве Ханны Сухоцкой Либерально-демократический конгресс не преодолел 5 % барьера. Обе эти партии объединились, создав Унию Свободы.
Первым председателем был избран Тадеуш Мазовецкий, его заместителем Дональд Туск.
На выборах в органы местного самоуправления 1994 года Уния получила посты президентов (глав) городов Варшавы, Кракова, Гданьска, Лодзи, Щецина, Торуни, Познани, Зелёной Гуры, Бельскo-Бялой и Плоцка.
На выборах 1997 года Союз занял третье место с результатом 13,37 % голосов. Вместе с партией «Избирательная Акция Солидарность» создала коалиционное правительство. Премьер-министром стал Ежи Бузек. Партию покинул Бронислав Коморовский.
6 июля 2000 года Союз вышел из правительственной коалиции с Избирательной Акцией Солидарность. В январе 2001 года партию покинула часть членов, которые создали позднее Гражданскую платформу.
На выборах 2001 года партия получила всего 3,1 % голосов и осталась вне Сейма.
После этого новым председателем партии стал бывший депутат Сейма, Владислав Фрасынюк.
Неожиданно на выборах в Европейский парламент 2004 года партия получила 7,33 % голосов и 4 места в Европарламенте. 20 июля 2004 года депутат от партии Януш Онышкевич был избран заместителем председателя Европейского парламента.
Перед выборами 2005 года партия была преобразована в Демократическую партию — demokraci.pl (пол. Partia Demokratyczna – demokraci.pl).
В сфере экономики партия провозглашала идеи либерализма, в сфере нравственности свободу вероисповедания и автономию государства от церковной иерархии, из-за чего утеряла поддержку со стороны католической иерархии.

## Председатели партии
- Тадеуш Мазовецкий (1994—1995)
- Лешек Бальцерович (1995—2000)
- Бронислав Геремек (2000—2001)
- Владислав Фрасынюк (2001—2005)

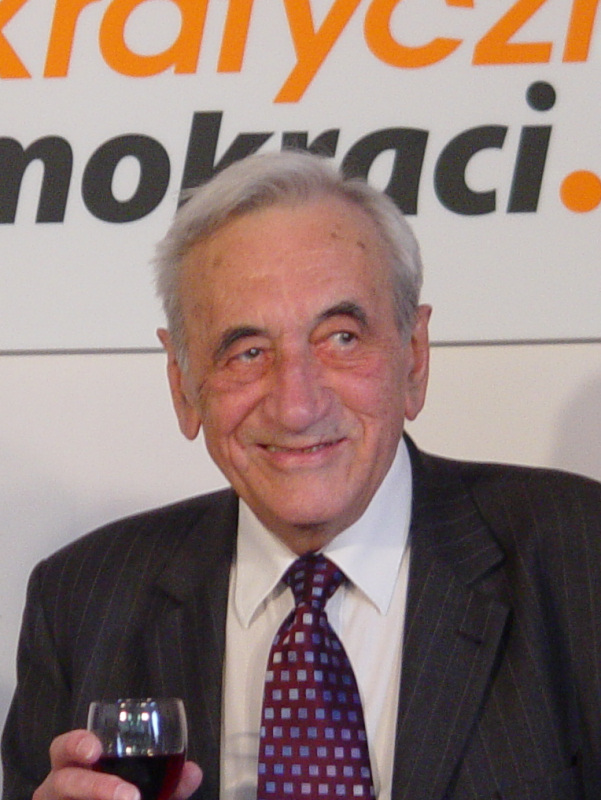
Тадеуш Мазовецкий
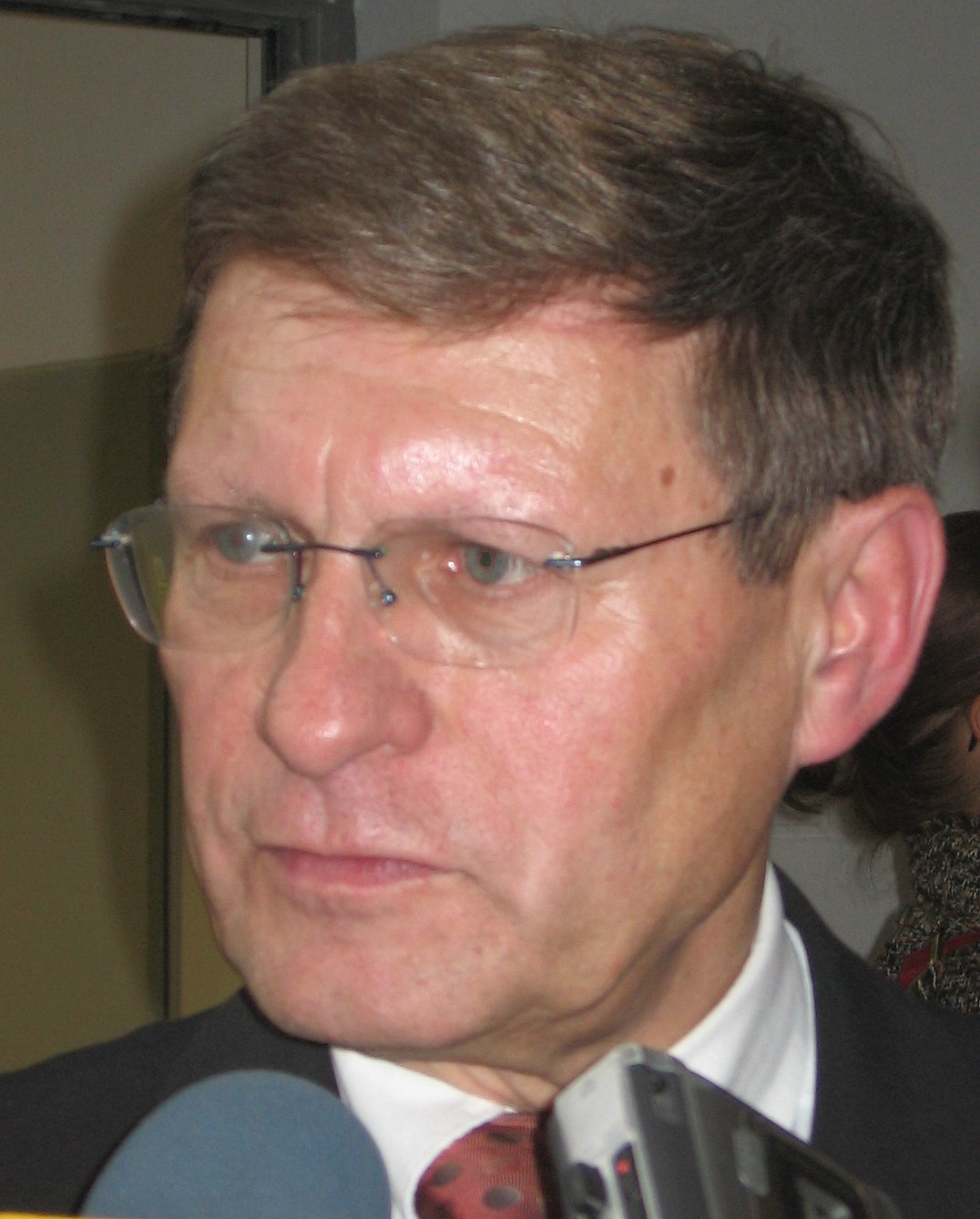
Лешек Бальцерович
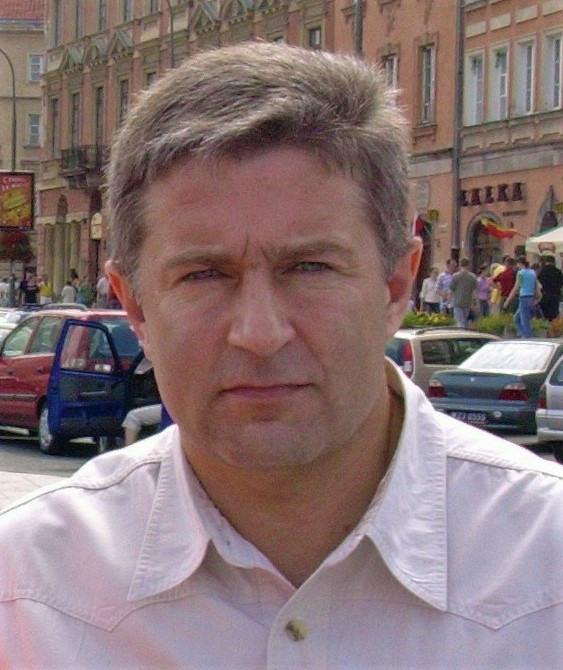
Владислав Фрасынюк